# Ohranlegeoperation nach Stenström
Die Ohranlegeoperation nach Stenström ist eine herkömmliche oder traditionelle Methode der Otopexie.

## Geschichte
Die Technik dieser Operation wurde von Stenström 1963 beschrieben und 1973 von ihm etwas verändert.

## Operationsmethode
Es handelt sich um eine Anthelixplastik, die mit der Ritztechnik (siehe auch Kapitel Otopexie) durchgeführt wird. Dieser Methode liegt der Nachweis zugrunde, dass sich der Knorpel nach Ritzung konvex zur Gegenseite verbiegt.

### Vorgehensweise
Auf der Rückseite der Ohrmuschel wird ein langer Schnitt gemacht und ein Hautstreifen entfernt. Von einer Knorpelincision in der Cauda helicis (unteres Ende des Ohrmuschelknorpels) oder in der Scapha (Region im oberen hinteren Anteil der Ohrmuschel) wird auf der vorderen Fläche der Anthelix die Haut zusammen mit dem Perichondrium (Knorpelhaut) abgehoben. In den hierdurch entstandenen Haut-Perichondriumtunnel wird eine Raspel eingeschoben und mit dieser der Knorpel der Anthelixvorderseite blind geriffelt bzw. geritzt. Die Hautwunde der Ohrmuschelrückseite wird vernäht und anschließend für 1 oder 2 Wochen, in Ausnahmefällen auch länger, ein Verband angelegt. Die Vertiefungen der Ohrmuschel auf der Ohrmuschelvorderseite (Cavum conchae, Scapha) werden mehrere Tage lang mit Salben-Kugeltupfern ausmodelliert und auf diese Weise gestützt.
Die Methode nach Stenström gehört zusammen mit den Ohranlegeoperationen nach Mustardé und Converse zu den Standardmethoden der Ohranlegeoperationen (siehe Otopexie).
Nach Weerda ist diese Methode aufgrund der eingeschränkten Knorpelastizität nicht für ältere Patienten geeignet.

## Risiken und Komplikationsmöglichkeiten
Möglich sind nach Weerda: Deformationen und sichtbare, kosmetisch entstellende Knorpelkanten entlang der Anthelixvorderfläche bei zu tiefen Ritzungen oder Verletzungen der Knorpelhaut, Nachblutung, Hämatom, Rezidiv (Ohren stehen wieder ab), zu eng anliegendes Ohr, hypertrophe Narbe, Keloid, Überempfindlichkeit, Schmerzen auf Druck und Kälte, Druckschaden (Nekrose) bei zu eng anliegendem, hartem Verband, Perichondritis (Entzündung des Knorpels), stärkere Asymmetrie der Ohrabstände (siehe hierzu auch Kapitel Otopexie).